# Hóquei sobre a grama nos Jogos Olímpicos de Verão de 1988
O torneio de hóquei sobre a grama nos Jogos Olímpicos de Verão de 1988 foi realizado em Seul, Coreia do Sul.

## Masculino
| Ouro | Prata | Bronze |
| GBR Grã-Bretanha Paul Barber Stephen Batchelor Kulbir Bhaura Robert Clift Richard Dodds David Faulkner Russell Garcia Martyn Grimley Sean Kerly Jimmy Kirkwood Richard Leman Stephen Martin Veryan Pappin Jon Potter Imran Sherwani Ian Taylor | FRG Alemanha Ocidental Stefan Blöcher Dirk Brinkmann Thomas Brinkmann Heiner Dopp Hans-Henning Fastrich Carsten Fischer Tobias Frank Volker Fried Horst-Ulrich Hänel Michael Hilgers Andreas Keller Michael Metz Andreas Mollandin Thomas Reck Christian Schliemann Eckhard Schmidt-Opper | NED Países Baixos Marc Benninga Cees Jan Diepenveen Patrick Faber René Klaasen Hendrik Jan Kooijman Taco van den Honert Hidde Kruize Frank Leistra Erik Parlevliet Gert Jan Schlatmann Tim Steens Floris Jan Bovelander Jacques Brinkman Marc Delissen Maurits Crucq Ronald Jansen |

### Primeira fase

#### Grupo A
| Equipe               | Pts | J | V | E | D | GP | GC |
| -------------------- | --- | - | - | - | - | -- | -- |
| 1. AUS Austrália     | 10  | 5 | 5 | 0 | 0 | 19 | 3  |
| 2. NED Países Baixos | 7   | 5 | 3 | 1 | 1 | 12 | 6  |
| 3. PAK Paquistão     | 6   | 5 | 3 | 0 | 2 | 15 | 8  |
| 4. ARG Argentina     | 4   | 5 | 2 | 0 | 3 | 8  | 12 |
| 5. ESP Espanha       | 3   | 5 | 1 | 1 | 3 | 6  | 10 |
| 6. KEN Quênia        | 0   | 5 | 0 | 0 | 5 | 5  | 26 |

| 18 de setembro |     |               |
| Paquistão      | 5–1 | Espanha       |
| Países Baixos  | 5–1 | Argentina     |
| Austrália      | 7–1 | Quênia        |
| 20 de setembro |     |               |
| Austrália      | 4–0 | Argentina     |
| Países Baixos  | 1–1 | Espanha       |
| Paquistão      | 8–0 | Quênia        |
| 22 de setembro |     |               |
| Paquistão      | 2–1 | Argentina     |
| Quênia         | 2–4 | Espanha       |
| Austrália      | 3–2 | Países Baixos |
| 24 de setembro |     |               |
| Países Baixos  | 2–1 | Quênia        |
| Austrália      | 4–0 | Paquistão     |
| Argentina      | 1–0 | Espanha       |
| 26 de setembro |     |               |
| Austrália      | 1–0 | Espanha       |
| Argentina      | 5–1 | Quênia        |
| Países Baixos  | 2–0 | Paquistão     |

#### Grupo B
| Equipe                    | Pts | J | V | E | D | GP | GC |
| ------------------------- | --- | - | - | - | - | -- | -- |
| 1. FRG Alemanha Ocidental | 9   | 5 | 4 | 1 | 0 | 13 | 3  |
| 2. GBR Grã-Bretanha       | 7   | 5 | 3 | 1 | 1 | 12 | 5  |
| 3. IND Índia              | 5   | 5 | 2 | 1 | 2 | 9  | 7  |
| 4. URS União Soviética    | 5   | 5 | 2 | 1 | 2 | 5  | 10 |
| 5. KOR Coreia do Sul      | 2   | 5 | 0 | 2 | 3 | 5  | 10 |
| 6. CAN Canadá             | 2   | 5 | 0 | 2 | 3 | 3  | 12 |

| 18 de setembro     |     |                    |
| União Soviética    | 1–0 | Índia              |
| Alemanha Ocidental | 3–1 | Canadá             |
| Grã-Bretanha       | 2–2 | Coreia do Sul      |
| 20 de setembro     |     |                    |
| Grã-Bretanha       | 3–0 | Canadá             |
| Alemanha Ocidental | 1–1 | Índia              |
| União Soviética    | 3–1 | Coreia do Sul      |
| 22 de setembro     |     |                    |
| Coreia do Sul      | 1–3 | Índia              |
| União Soviética    | 0–0 | Canadá             |
| Grã-Bretanha       | 1–2 | Alemanha Ocidental |
| 24 de setembro     |     |                    |
| Alemanha Ocidental | 1–0 | Coreia do Sul      |
| Grã-Bretanha       | 3–1 | União Soviética    |
| Canadá             | 1–5 | Índia              |
| 26 de setembro     |     |                    |
| Alemanha Ocidental | 6–0 | União Soviética    |
| Grã-Bretanha       | 3–0 | Índia              |
| Canadá             | 1–1 | Coreia do Sul      |

### Fase final
|  | Classificação 9.º-12.º lugar | Classificação 9.º-12.º lugar |   |                        | 9.º lugar              | 9.º lugar |  |
|  |                              |                              |   |                        |                        |           |  |
|  | 28 de setembro de 1988       |                              |   |                        |                        |           |  |
|  | ESP Espanha                  | 2                            |   |                        |                        |           |  |
|  | CAN Canadá                   | 0                            |   |                        |                        |           |  |
|  |                              |                              |   |                        |                        |           |  |
|  |                              |                              |   |                        | 29 de setembro de 1988 |           |  |
|  |                              |                              |   |                        | ESP Espanha            | 2         |  |
|  |                              | KOR Coreia do Sul            | 0 |                        |                        |           |  |
|  |                              |                              |   |                        |                        |           |  |
|  |                              |                              |   |                        |                        |           |  |
|  |                              |                              |   |                        | 11.º lugar             |           |  |
|  | 28 de setembro de 1988       | 28 de setembro de 1988       |   | 29 de setembro de 1988 | 29 de setembro de 1988 |           |  |
|  | KOR Coreia do Sul            | 5                            |   | CAN Canadá             | 3                      |           |  |
|  | KEN Quênia                   | 2                            |   |                        | KEN Quênia             | 1         |  |

|  | Classificação 5º-8º lugar | Classificação 5º-8º lugar |   |                        | 5º lugar               | 5º lugar |  |
|  |                           |                           |   |                        |                        |          |  |
|  | 28 de setembro de 1988    |                           |   |                        |                        |          |  |
|  | PAK Paquistão             | 1                         |   |                        |                        |          |  |
|  | URS União Soviética       | 0                         |   |                        |                        |          |  |
|  |                           |                           |   |                        |                        |          |  |
|  |                           |                           |   |                        | 30 de setembro de 1988 |          |  |
|  |                           |                           |   |                        | PAK Paquistão          | 2        |  |
|  |                           | IND Índia                 | 1 |                        |                        |          |  |
|  |                           |                           |   |                        |                        |          |  |
|  |                           |                           |   |                        |                        |          |  |
|  |                           |                           |   |                        | 7º lugar               |          |  |
|  | 28 de setembro de 1988    | 28 de setembro de 1988    |   | 30 de setembro de 1988 | 30 de setembro de 1988 |          |  |
|  | IND Índia                 | 6 (4)                     |   | URS União Soviética    | 4                      |          |  |
|  | ARG Argentina             | 6 (3)                     |   |                        | ARG Argentina          | 1        |  |

|  | Semifinais             | Semifinais             |   |                      | Final                | Final |  |
|  |                        |                        |   |                      |                      |       |  |
|  | 28 de setembro de 1988 |                        |   |                      |                      |       |  |
|  | AUS Austrália          | 2                      |   |                      |                      |       |  |
|  | GBR Grã-Bretanha       | 3                      |   |                      |                      |       |  |
|  |                        |                        |   |                      |                      |       |  |
|  |                        |                        |   |                      | 1 de outubro de 1988 |       |  |
|  |                        |                        |   |                      | GBR Grã-Bretanha     | 3     |  |
|  |                        | FRG Alemanha Ocidental | 1 |                      |                      |       |  |
|  |                        |                        |   |                      |                      |       |  |
|  |                        |                        |   |                      |                      |       |  |
|  |                        |                        |   |                      | 3º lugar             |       |  |
|  | 28 de setembro de 1988 | 28 de setembro de 1988 |   | 1 de outubro de 1988 | 1 de outubro de 1988 |       |  |
|  | FRG Alemanha Ocidental | 2                      |   | AUS Austrália        | 1                    |       |  |
|  | NED Países Baixos      | 1                      |   |                      | NED Países Baixos    | 2     |  |

### Classificação final
| Pos. | Equipe                 |
| ---- | ---------------------- |
|      | GBR Grã-Bretanha       |
|      | FRG Alemanha Ocidental |
|      | NED Países Baixos      |
| 4    | AUS Austrália          |
| 5    | PAK Paquistão          |
| 6    | IND Índia              |
| 7    | URS União Soviética    |
| 8    | ARG Argentina          |
| 9    | ESP Espanha            |
| 10   | KOR Coreia do Sul      |
| 11   | CAN Canadá             |
| 12   | KEN Quênia             |

## Feminino
| Ouro | Prata | Bronze |
| Austrália Tracey Belbin Deborah Bowman Sharon Buchanan Lee Capes Michelle Capes Sally Carbon Elsbeth Clement Loretta Dorman Maree Fish Rechelle Hawkes Lorraine Hillas Kathleen Partridge Jackie Pereira Sandra Pisoni Kim Small Liane Tooth | Coreia do Sul Suh Kwang-Mi Lim Kye-Sook Park Soon-Ja Suh Hyo-Sun Kim Mi-Sun Kim Soon-Duk Kim Young-Sook Han Ok-Kyung Hwang Keum-Sook Jin Won-Sim Chun Eun-Kyung Chung Sang-Hyun Han Keum-Sil Chang Eun-Jung Choi Choon-Ok Cho Ki-Hyang | Países Baixos Willemien Aardenburg Helen van der Ben Yvonne Buter Annemieke Fokke Noor Holsboer Lisanne Lejeune Ingrid Wolff Carina Benninga Marjolein Eijsvogel Det de Beus Anneloes Nieuwenhuizen Martine Ohr Marieke van Doorn Aletta van Manen Sophie von Weiler Laurien Willemse |

### Primeira fase

#### Grupo A
| Equipe                | Pts | J | V | E | D | GP | GC |
| --------------------- | --- | - | - | - | - | -- | -- |
| 1. NED Países Baixos  | 6   | 3 | 3 | 0 | 0 | 9  | 2  |
| 2. GBR Grã-Bretanha   | 3   | 3 | 1 | 1 | 1 | 4  | 7  |
| 3. ARG Argentina      | 2   | 3 | 1 | 0 | 2 | 2  | 3  |
| 4. USA Estados Unidos | 1   | 3 | 0 | 1 | 2 | 4  | 7  |

| 21 de setembro |     |                |
| Argentina      | 0–1 | Grã-Bretanha   |
| Países Baixos  | 3–1 | Estados Unidos |
| 23 de setembro |     |                |
| Países Baixos  | 5–1 | Grã-Bretanha   |
| Argentina      | 2–1 | Estados Unidos |
| 25 de setembro |     |                |
| Estados Unidos | 2–2 | Grã-Bretanha   |
| Países Baixos  | 2–1 | Argentina      |

#### Grupo B
| Equipe                    | Pts | J | V | E | D | GP | GC |
| ------------------------- | --- | - | - | - | - | -- | -- |
| 1. KOR Coreia do Sul      | 5   | 3 | 2 | 1 | 0 | 12 | 7  |
| 2. AUS Austrália          | 4   | 3 | 1 | 2 | 0 | 7  | 6  |
| 3. FRG Alemanha Ocidental | 2   | 3 | 1 | 0 | 2 | 3  | 6  |
| 4. CAN Canadá             | 1   | 3 | 0 | 1 | 2 | 3  | 6  |

| 21 de setembro |     |                    |
| Coreia do Sul  | 4–1 | Alemanha Ocidental |
| Austrália      | 1–1 | Canadá             |
| 23 de setembro |     |                    |
| Austrália      | 1–0 | Alemanha Ocidental |
| Coreia do Sul  | 3–1 | Canadá             |
| 25 de setembro |     |                    |
| Canadá         | 1–2 | Alemanha Ocidental |
| Austrália      | 5–5 | Coreia do Sul      |

### Fase final
|  | Classificação 5º-8º lugar | Classificação 5º-8º lugar |   |                        | 5º lugar               | 5º lugar |  |
|  |                           |                           |   |                        |                        |          |  |
|  | 27 de setembro de 1988    |                           |   |                        |                        |          |  |
|  | ARG Argentina             | 1                         |   |                        |                        |          |  |
|  | CAN Canadá                | 3                         |   |                        |                        |          |  |
|  |                           |                           |   |                        |                        |          |  |
|  |                           |                           |   |                        | 29 de setembro de 1988 |          |  |
|  |                           |                           |   |                        | CAN Canadá             | 2        |  |
|  |                           | FRG Alemanha Ocidental    | 4 |                        |                        |          |  |
|  |                           |                           |   |                        |                        |          |  |
|  |                           |                           |   |                        |                        |          |  |
|  |                           |                           |   |                        | 7º lugar               |          |  |
|  | 27 de setembro de 1988    | 27 de setembro de 1988    |   | 29 de setembro de 1988 | 29 de setembro de 1988 |          |  |
|  | FRG Alemanha Ocidental    | 2                         |   | ARG Argentina          | 3                      |          |  |
|  | USA Estados Unidos        | 1                         |   |                        | USA Estados Unidos     | 1        |  |

|  | Semifinais             | Semifinais             |   |                        | Final                  | Final |  |
|  |                        |                        |   |                        |                        |       |  |
|  | 27 de setembro de 1988 |                        |   |                        |                        |       |  |
|  | NED Países Baixos      | 2                      |   |                        |                        |       |  |
|  | AUS Austrália          | 3                      |   |                        |                        |       |  |
|  |                        |                        |   |                        |                        |       |  |
|  |                        |                        |   |                        | 30 de setembro de 1988 |       |  |
|  |                        |                        |   |                        | AUS Austrália          | 2     |  |
|  |                        | KOR Coreia do Sul      | 0 |                        |                        |       |  |
|  |                        |                        |   |                        |                        |       |  |
|  |                        |                        |   |                        |                        |       |  |
|  |                        |                        |   |                        | 3º lugar               |       |  |
|  | 27 de setembro de 1988 | 27 de setembro de 1988 |   | 30 de setembro de 1988 | 30 de setembro de 1988 |       |  |
|  | KOR Coreia do Sul      | 1                      |   | NED Países Baixos      | 3                      |       |  |
|  | GBR Grã-Bretanha       | 0                      |   |                        | GBR Grã-Bretanha       | 1     |  |

### Classificação final
| Pos. | Equipe                 |
| ---- | ---------------------- |
|      | AUS Austrália          |
|      | KOR Coreia do Sul      |
|      | NED Países Baixos      |
| 4    | GBR Grã-Bretanha       |
| 5    | FRG Alemanha Ocidental |
| 6    | CAN Canadá             |
| 7    | ARG Argentina          |
| 8    | USA Estados Unidos     |